# Charles Mombaya
Pour les articles homonymes, voir Charles.
Charles Mombaya Massani est un chanteur, arrangeur, auteur-compositeur, interprète et producteur congolais, diacre chrétien baptiste de la Communauté baptiste du Fleuve Congo au Congo-Kinshasa. Il est né le 31 octobre 1956 à Léopoldville (aujourd’hui Kinshasa) et mort le 20 mai 2007. Il a produit 20 albums et a créé le studio Asifiwe Sprl.
Il fut le fondateur et président de l’Association des musiciens chrétiens du Congo (AMCC) qu’il a dirigée jusqu’à sa mort.

## Biographie
Mombaya est né le 31 octobre 1956 à Kinshasa.
Fils de Charles Miswanga Nabar, originaire de la province du Bandundu et de Catherine Ngonde, de la province de l’Équateur, Charles Mombaya est issu d'une famille de quatorze enfants dont il fut l'ainé.
En 1974, il est baptisé dans une église baptiste .

### Carrière
En 1975, il crée la chorale « les ambassadeurs du Christ » avec laquelle il remportera plusieurs prix dont celui de meilleur chœur mixte en 1981, à l'occasion du premier Festival national des chorales chrétiennes, organisé par les Églises Catholique, Protestante et Kimbanguiste.
En 1979, il est nommé au concours sur l'hymne de l'Organisation de l'unité africaine (OUA), au cours de la même année, il est admis comme membre du célèbre groupe vocal au sein duquel il assumera les fonctions de directeur technique adjoint. Il dirige une chorale composée de 5.000 chantres à l'occasion du centenaire du protestantisme au Congo (RDC).
En 1980, il crée « Les Messagers », premier quartet de gospel au Congo (RDC) . À l'initiative de Charles Mombaya, 85 musiciens chrétiens congolais réalisèrent pour la première fois un album audio-vidéo (ASIFIWE) dont le succès ne tardera pas à dépasser les frontières du Congo (RDC). Il faut noter que Charles Mombaya est le fondateur de l'Association des Musiciens Chrétiens du Congo (AMCC) dont il fut le président jusqu'à sa mort.
En 1982, il est chargé du programme national de musique au secrétariat général de l'Église du Christ au Congo (ECC). La même année, il est consacré diacre par la Communauté baptiste du Fleuve Congo. En 1983, la chanson « dot » de Charles Mombaya remporte le 1er prix du premier festival de musique universitaire.
En 1986, il obtient un diplôme à l’Institut national des arts (INA) de Kinshasa.
Charles Mombaya est membre de la Fédération Internationale de la Musique Chorale depuis 1989.
Accompagné d'un chœur de 30 jeunes congolais, Charles Mombaya est désigné par l'Unesco pour représenter l'Afrique au Mémorial d'Hiroschima au Japon en 1995 et cinq ans après l'Unesco fera encore appel à lui pour animer une conférence sur l'héritage culturel à l'ère de la mondialisation en Jordanie.
Dans le souci de promouvoir les jeunes talents de la musique chrétienne, Charles Mombaya crée en juin 2002 l'émission Star pour Jésus. Au cours du même mois, il est le seul musicien chrétien à être décoré par le gouvernement congolais de la « Médaille de Mérite artistique ». Au mois de décembre de la même année, il est désigné meilleur musicien chrétien de l'année 2002 par « Mérite Congo Awards ».
Auteur-compositeur d'une centaine de chansons, Charles Mombaya a effectué plusieurs tournées à travers le monde notamment en France, en Belgique, en Hollande, en Allemagne, au Portugal, en Espagne, en Suisse, en Grande-Bretagne, en Norvège, aux États-Unis, en Haïti, au Japon, en Jordanie, en Angola, etc.. Charles Mombaya a déjà réalisé 20 albums dont 12 vidéos et 10 CD.
À Paris où il préparait son doctorat en musicologie, Charles Mombaya avait créé en 1995 la chorale « ASIFIWE » qui l'accompagnaient dans certaines de ses tournées à travers le monde. Charles Mombaya était détenteur d'un diplôme de Gradué en musique de l'Institut National des Arts (INA), d'une Maîtrise de musicologie et d'un Diplôme d'études approfondies (DEA) de littérature française de l'Université de la Sorbonne (Paris-IV).
En 1996, il obtient une maitrise en musicologie et un diplôme d'études approfondies de littérature de l’université Paris-Sorbonne (Paris-IV) .
Dans le souci de promouvoir la musique chrétienne, Charles Mombaya s'était doté d'une structure de production (ASIFIWE sprl) qui comprenait un studio d'enregistrement, deux bancs de montage virtuel et une maison de distribution dont il était le président-directeur général.
Charles Mombaya meurt le dimanche 20 mai 2007 à 11h30 dans son domicile. Ses obsèques ont réuni des milliers de personnes avec la présence de plusieurs musiciens chrétiens, délégations des provinces de la RDC et d'autres pays, autorités politico-administratives et responsables religieux à la cathédrale du Centenaire protestant dans la ville de Kinshasa. Charles Mombaya est enterré le mardi 29 mai 2007 au cimetière de Kinkole à Kinshasa.

## Discographie
- 1992 - Asifiwe
- 1994 - El Shaddai
- 1996 - There is No God Like Jesus
- 1997 - Louange Plus
- 1998 - Rabbi
- 1999 - Gospel Plus
- 1999 - Retro
- 2000 - Tu es Dieu
- 2002 - Témoignage
- 2003 - Inch'Allah
- 2004 - Allô! Téléphone

## DVD & VHS Clips
- 1992 - Asifiwe
- 1994 - El Shaddai (2 éditions)
- 1995 -  Jéhovah Jiré
- 1996 - Jéhovah Shalom
- 1997 - Louange Plus
- 1998 - Rabbi
- 1999 - Gospel Plus
- 1999 - Retro
- 2000 - Tu es Dieu
- 2002 - Témoignage
- 2003 - Inch'Allah
- 2004 - Allô! Téléphone
- 2006 - La Consécration

## Concerts
- 1999 - Concert en Espagne
- 1999 - Concert à Montréal
- 2000 - Concert d'Action de Grâce (25 ans de Ministère) au stade Tata Raphael - en VHS
- 2002 - Charles Mombaya, Mbuta Kamoka, René Lokua, Carlyto Lassa, José Fataki - Unité, concert à Paris -en VHS
- 2002 - Concert à Bruxelles
- 2003 - Mente Ntiama Marques - Live à Kinshasa (Invités : Charles Mombaya, Couple Buloba,  Couple Kibala, Denis Ngonde) - en VHS
- 2004 - Charles Mombaya - Live à Londres - DVD et Disque compact